# بين الهدب دمعة (مسلسل)
بين الهدب دمعة مسلسل اجتماعي خليجي معاصر من 30 حلقة من تأليف وإعداد عبد العزيز طوالة وإخراج مأمون البني وإنتاج شركة الريف للإنتاج الفني.

## القصة
مسلسل درامي اجتماعي تتشعب حبكته الرئيسية إلى حبكات ثانوية تعالج تارة بأسلوب تراجيدي وأخرى بأسلوب كوميدي دمث العديد من المشاكل التي تعاني منها الأسرة العربية بشكل عام والخليجية بشكل خاص.
يتناول المسلسل العديد من القضايا التي تتراوح بين ما قد يدور في حلقة العائلة الواحدة مثل تعدد الزوجات، ومشاكل الطلاق، والإرث، وظلم ذوي القربى، وإستغلال بعض الرجال للنساء الثريات المتقدمات في السن، وميل بعض هؤلاء النسوة إلى السيطرة على حياة أبناءهم وبناتهم والتحكم بمصائرهم، وما قد ينجم عن ذلك من خلل قد يؤدي إلى التفكك الأسري والظلم. ومن ناحية أخرى يقارب المسلسل العديد من القضايا الاجتماعية بطريقة شفافة وواقعية ومنها الرشوة والمحازبة، والنظرة الدونية إلى الأعمال البسيطة، والدعارة المقنعة، والإفلاس الأخلاقي، وتجاهل القوانين، وغيرها...
مسلسل جريء في طرحه، معتدل في خطابه، يرتكز على واقعية الحدث الدرامي، ويسلط الضوء على شخصيات عديدة غابت طويلاً عن ذاكرة ومخيلة المؤلفين. شخصيات جسدها في هذا العمل مجموعة من الممثلين الخليجيين والعرب المتألقين. وقد تم إنتاجه بميزانية وتقنية وحرفية عالية.

## بطولة
- غازي حسين
- محمد العجيمي
- الآء شاكر
- هدى إبراهيم
- حسين المنصور
- زهرة عرفات
- نادية عاصي
- روان محمد
- فرح بسيسو
- طيف
- مشعل الجاسر
- شهاب جوهر

## وصلات خارجية
- الريف للإنتاج الفني نسخة محفوظة 20 يناير 2008 على موقع واي باك مشين.